# سی‌اف‌بی شیروتر
سی‌اف‌بی شیروتر (به انگلیسی: CFB Shearwater) یک فرودگاه نیروهای مسلح کانادا با کد یاتا YAW است . این فرودگاه در کشور کانادا قرار دارد و در ارتفاع ۴۴ متری از سطح دریا واقع شده‌است.